# Hygophum reinhardtii
Hygophum reinhardtii is een straalvinnige vissensoort uit de familie van de  lantaarnvissen (Myctophidae). De wetenschappelijke naam van de soort werd als Scopelus reinhardtii in 1892 gepubliceerd door Christian Frederik Lütken.